# Siring Alam (Kisam Ilir)
Siring Alam is een bestuurslaag in het regentschap Ogan Komering Ulu Selatan van de provincie Zuid-Sumatra, Indonesië. Siring Alam telt 512 inwoners (volkstelling 2010).